# Xã Danville, Quận Blue Earth, Minnesota
Xã Danville (tiếng Anh: Danville Township) là một xã thuộc quận Blue Earth, tiểu bang Minnesota, Hoa Kỳ. Năm 2010, dân số của xã này là 240 người.